# Челбасская

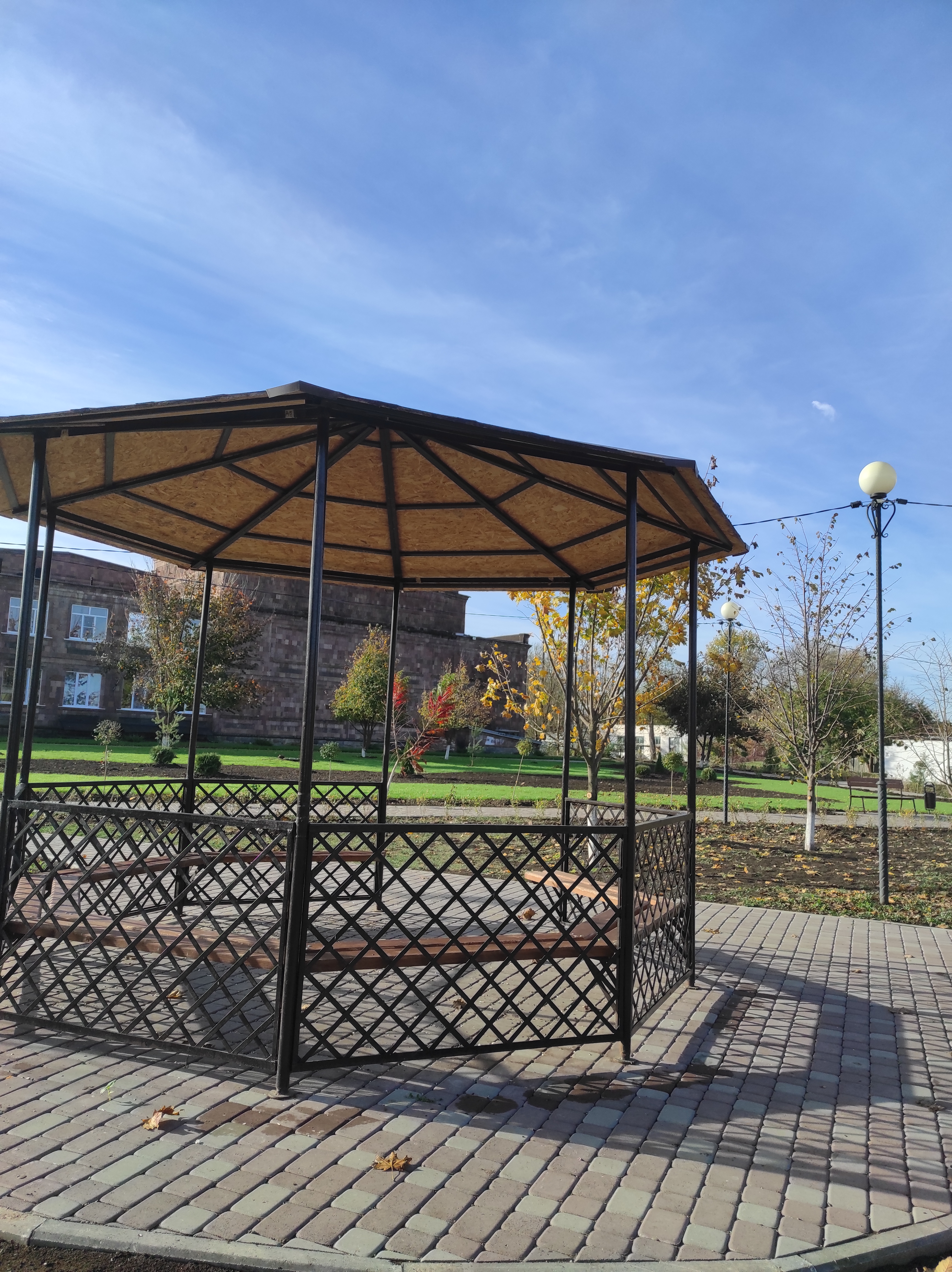
Беседка в парке станицы Челбасской

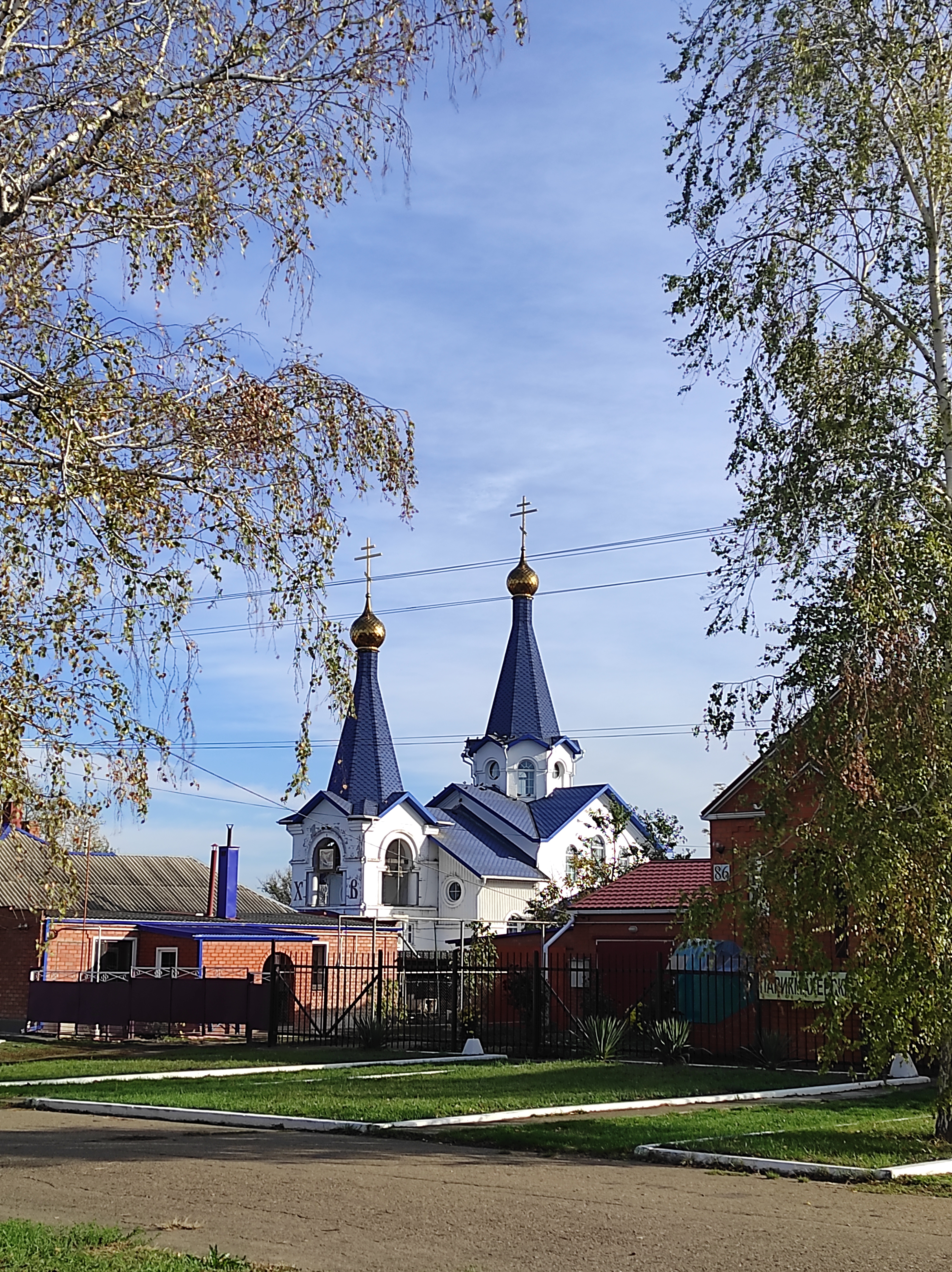
храм Пресвятой Богородицы в станице Челбасской

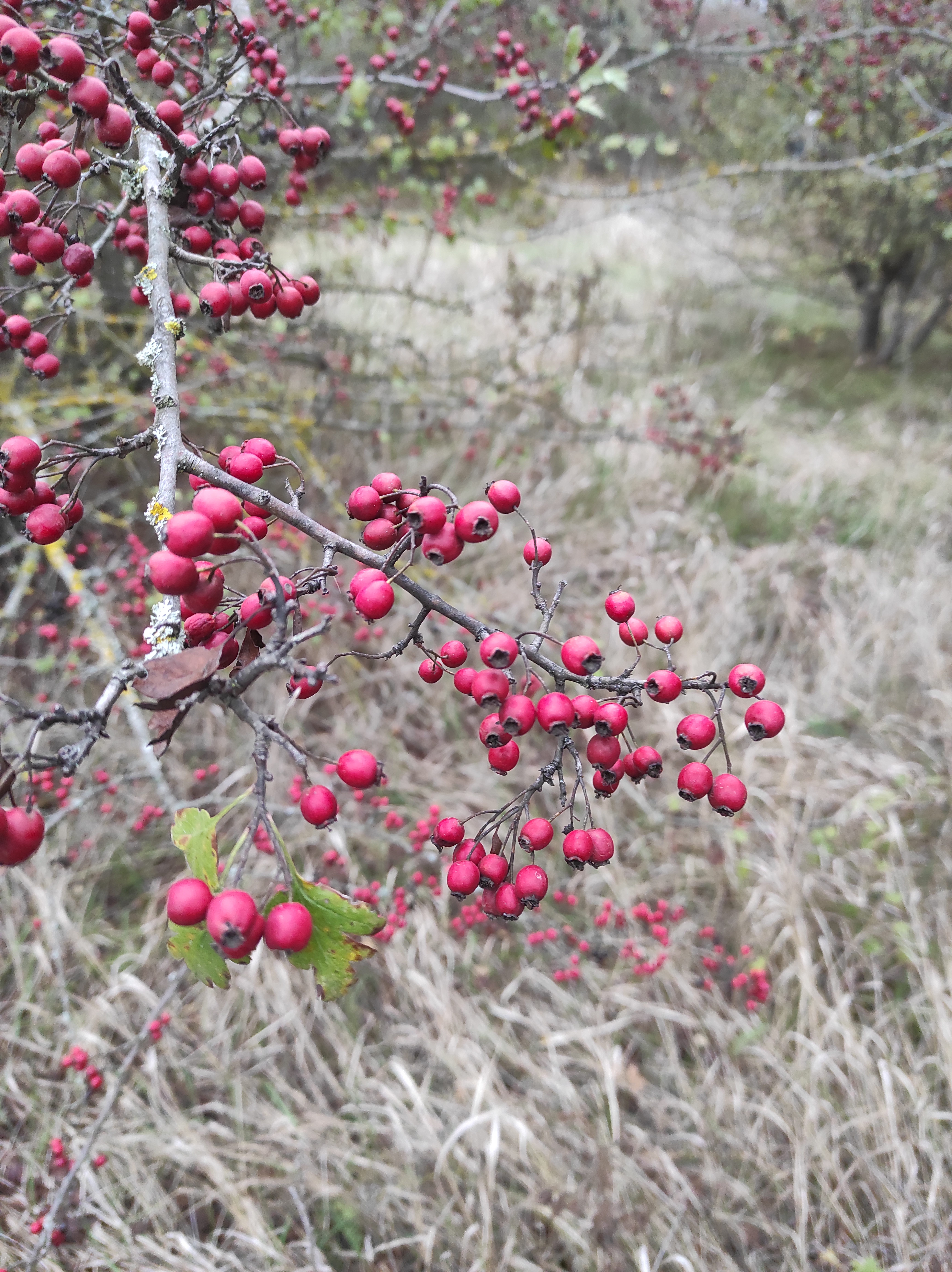
Заросли боярышника в Челбасском лесу

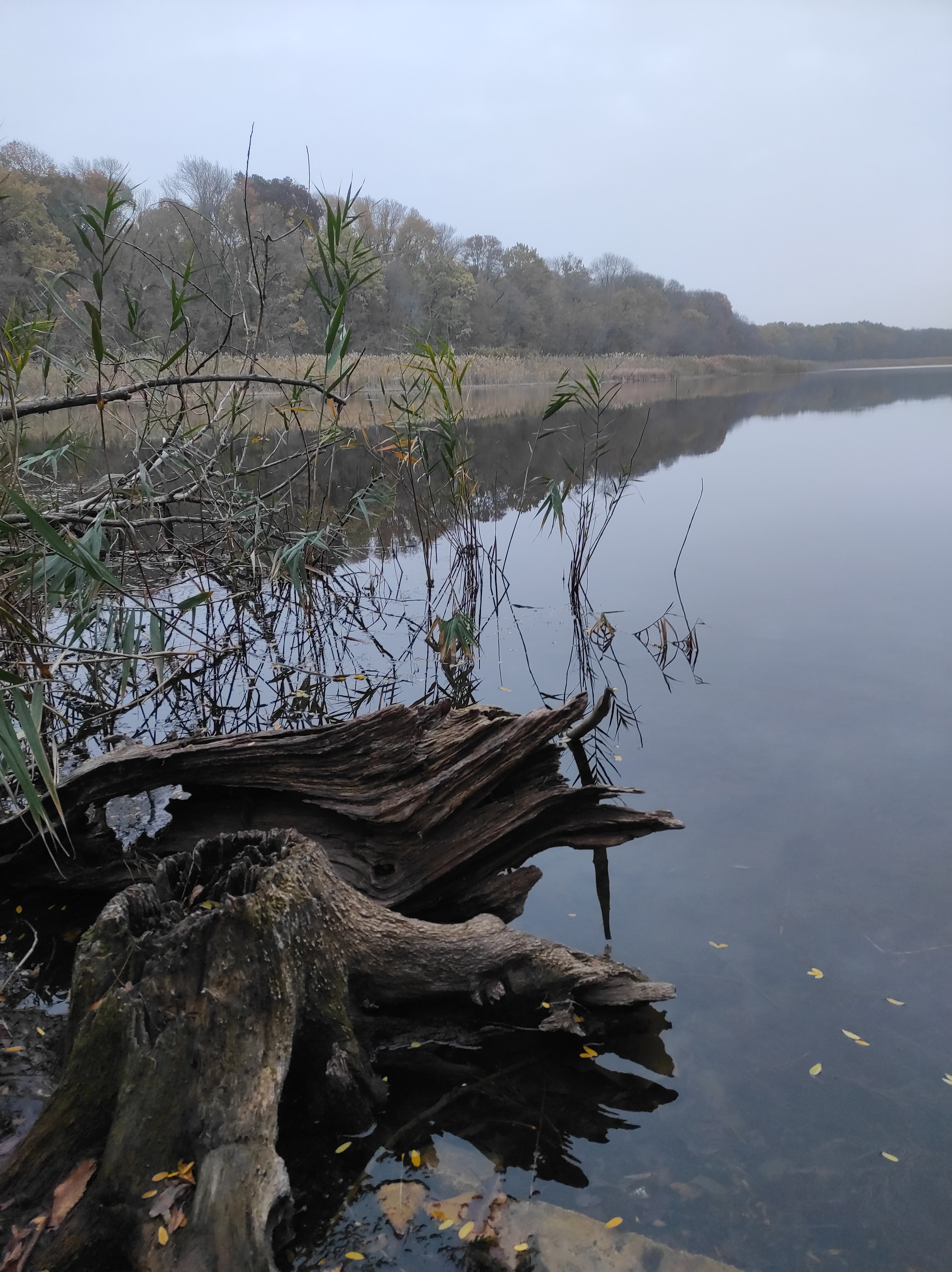
река в Челбасском лесу

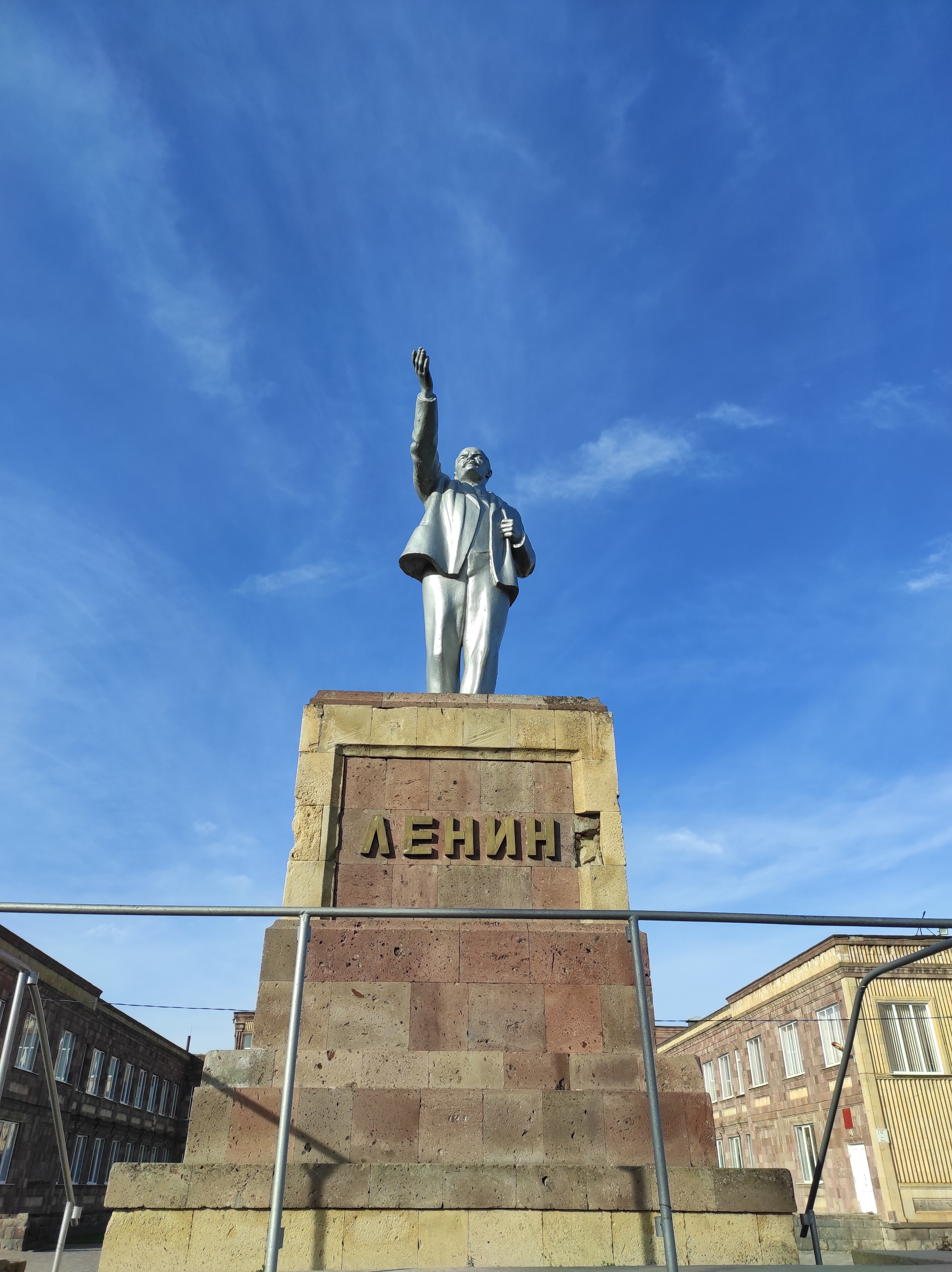
Памятник Ленину в ст. Челбасской

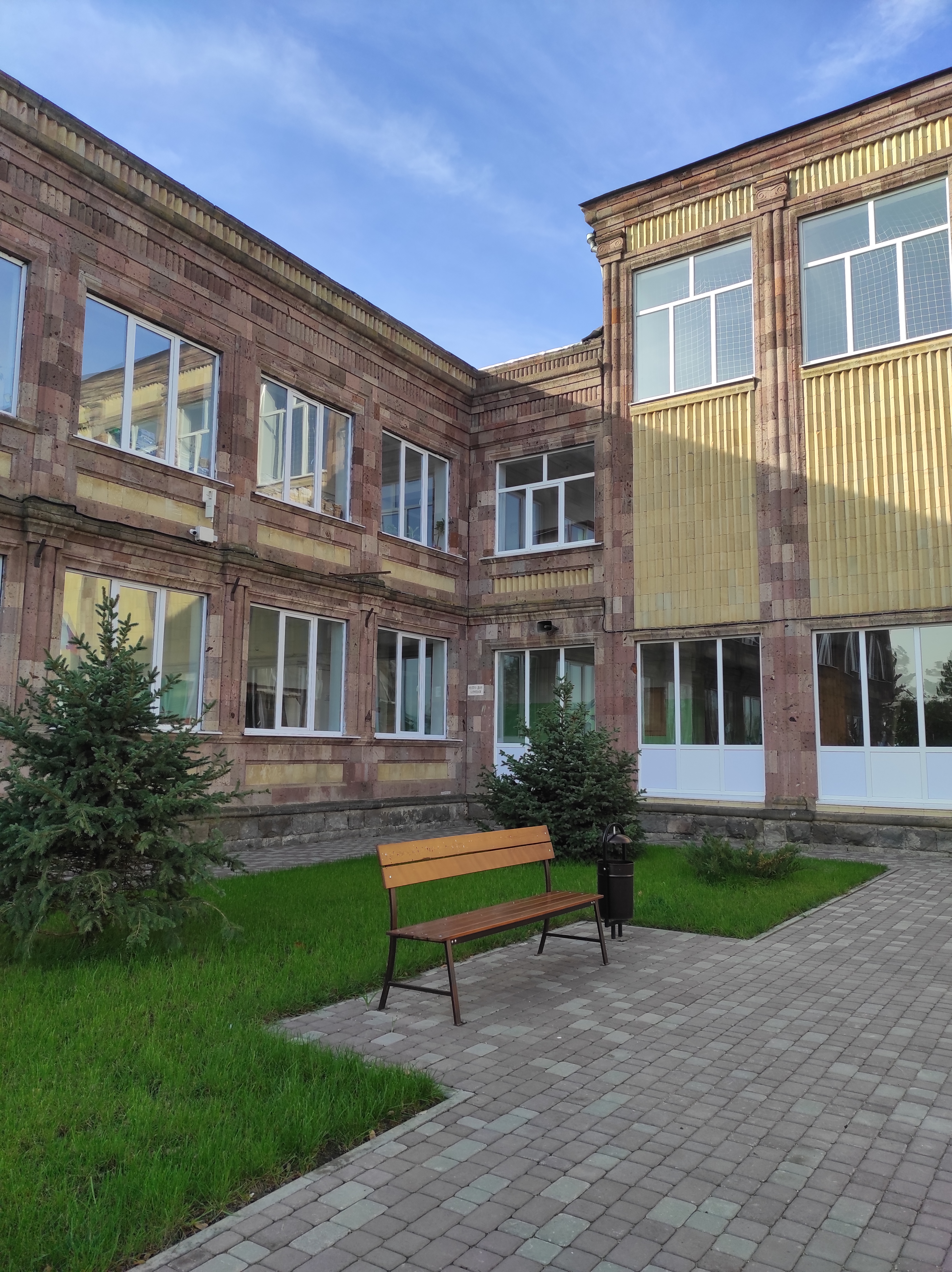
Дом культуры станицы Челбасской

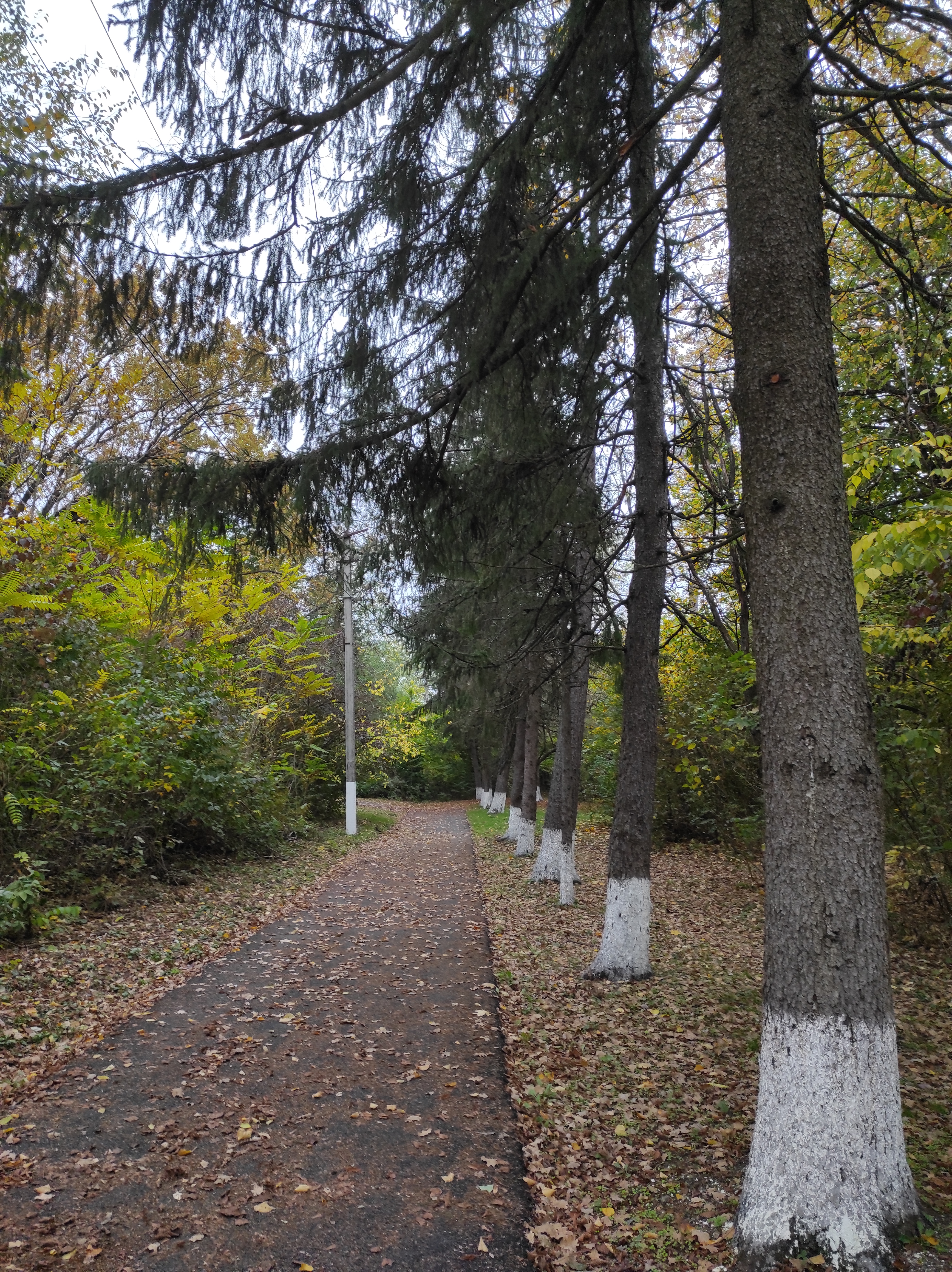
Дорога в Челбасском лесу

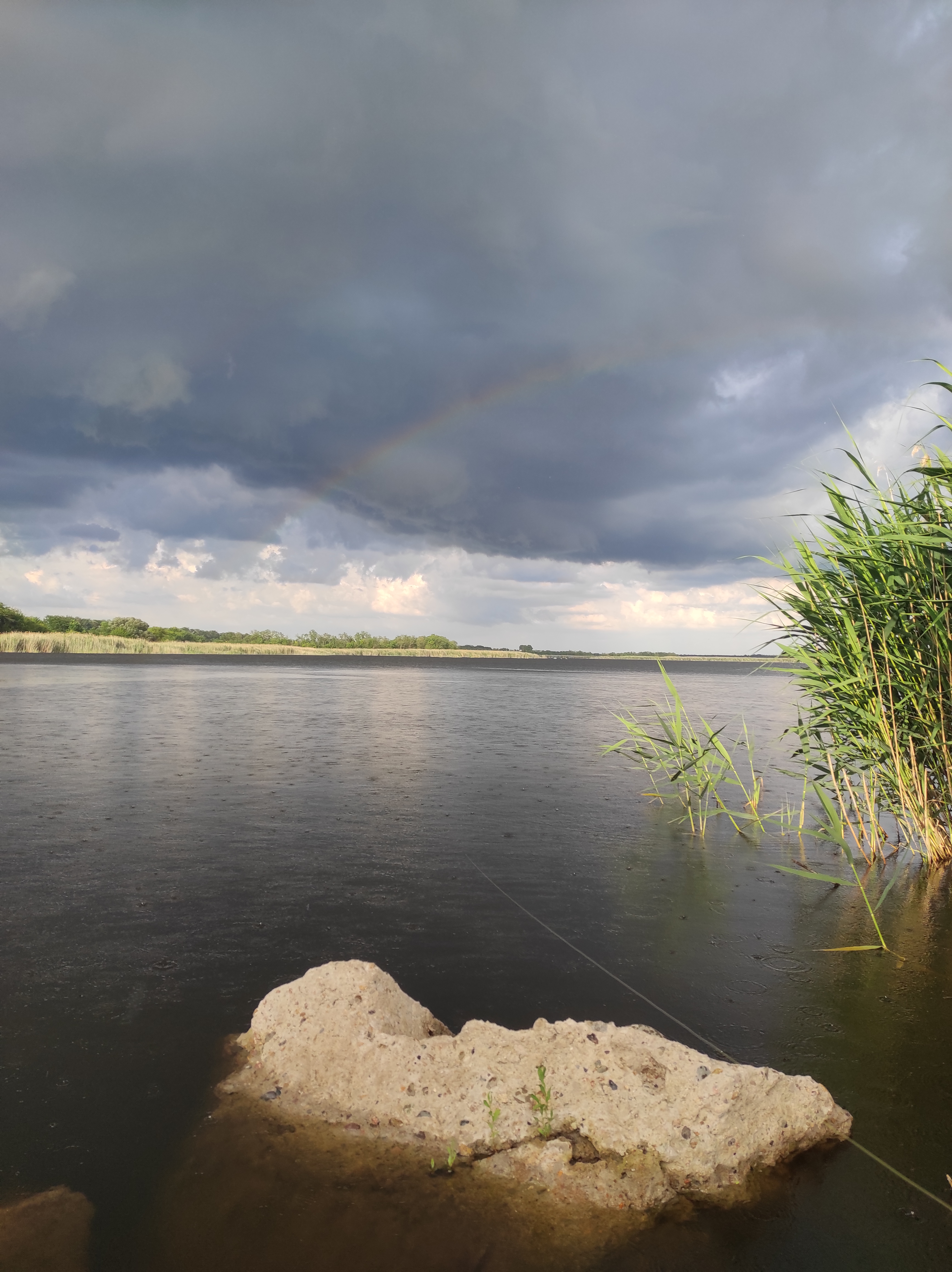
река Средняя Челбасска в станице, дамба

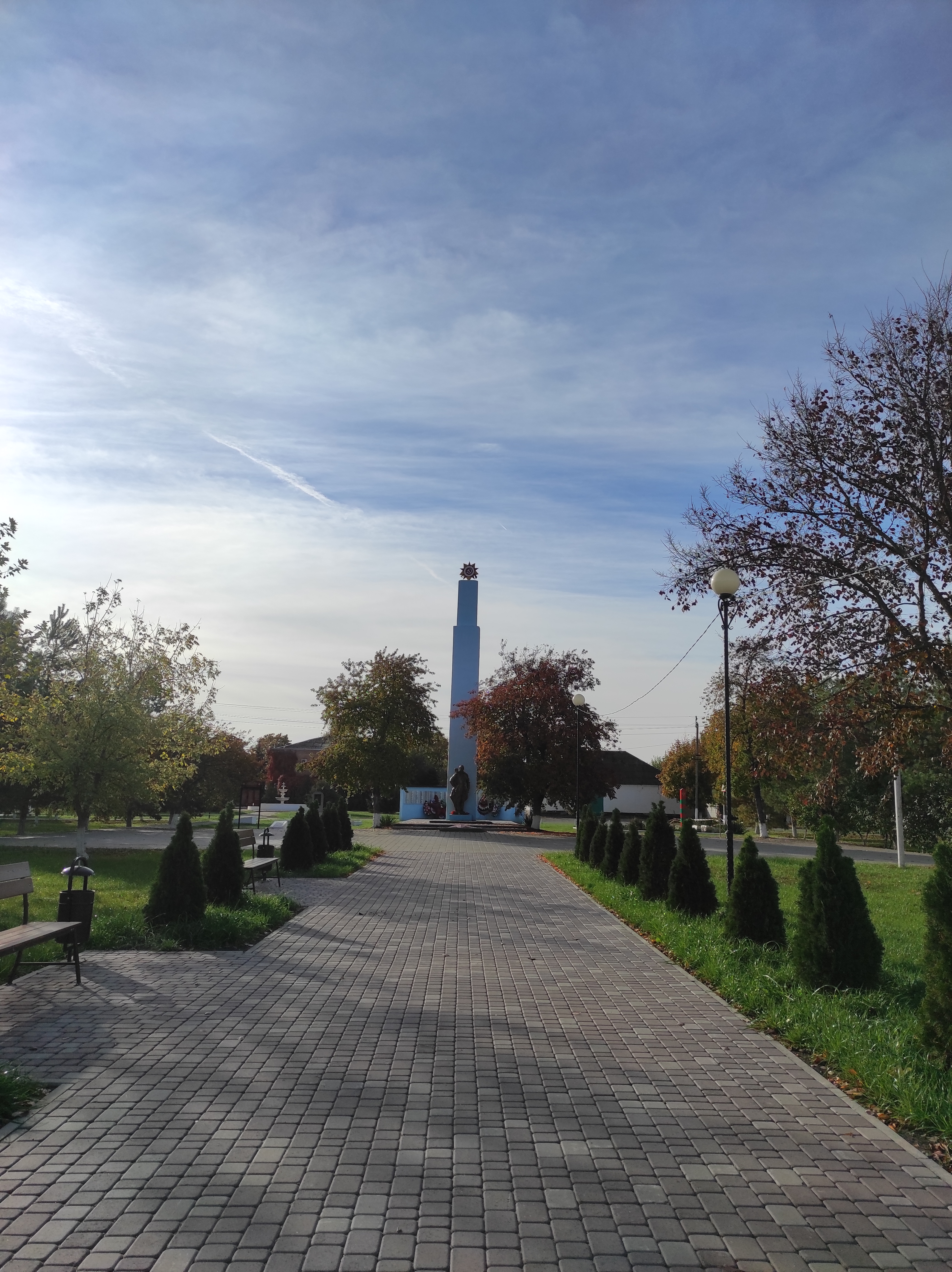
Памятник неизвестному солдату в станице Челбасской, список погибших в ВОВ, вечный огонь

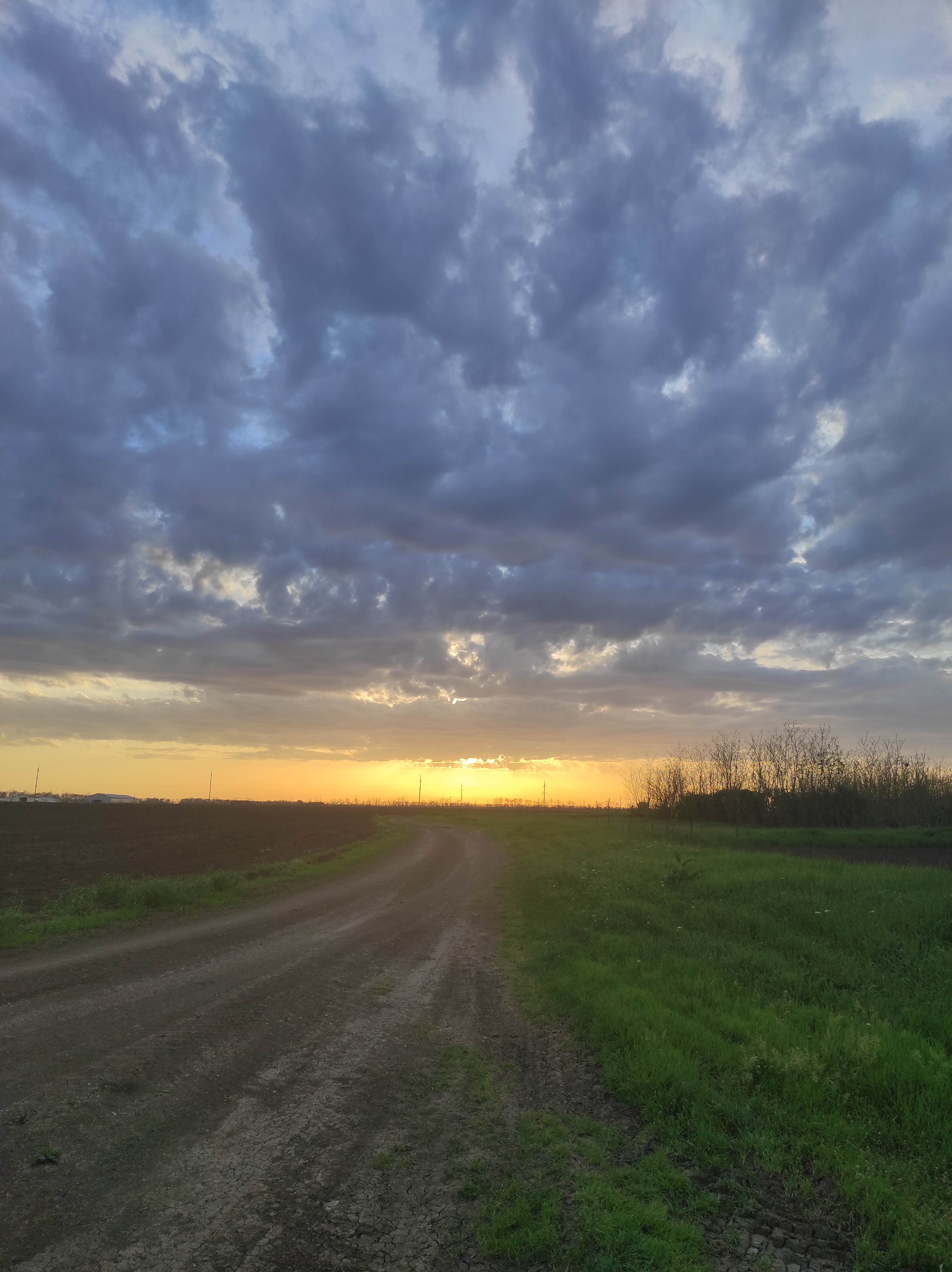
Закат в поле станицы Челбасской

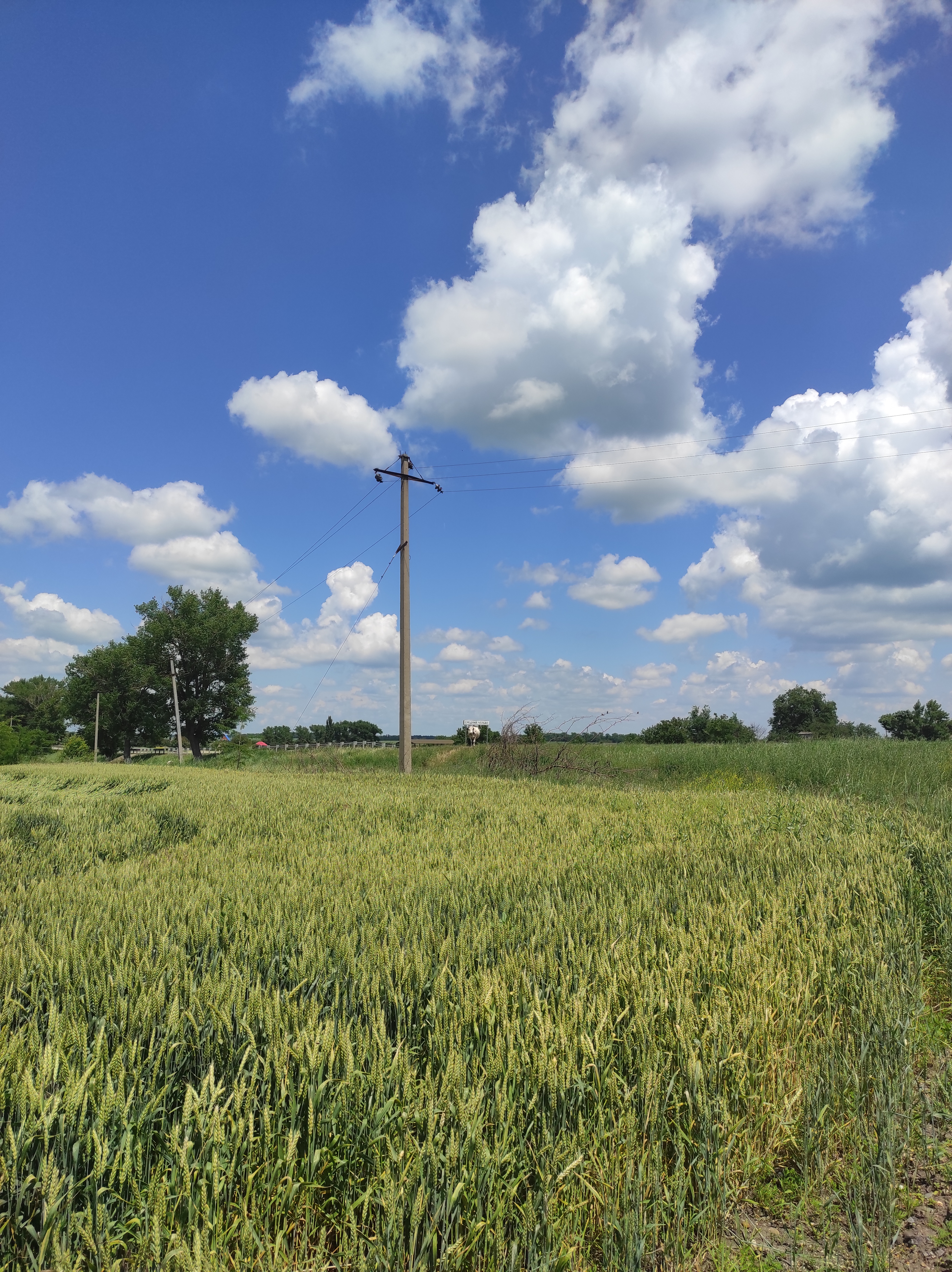
Пшеничное поле в станице Челбасской, ЗАО ПЗ «Воля»

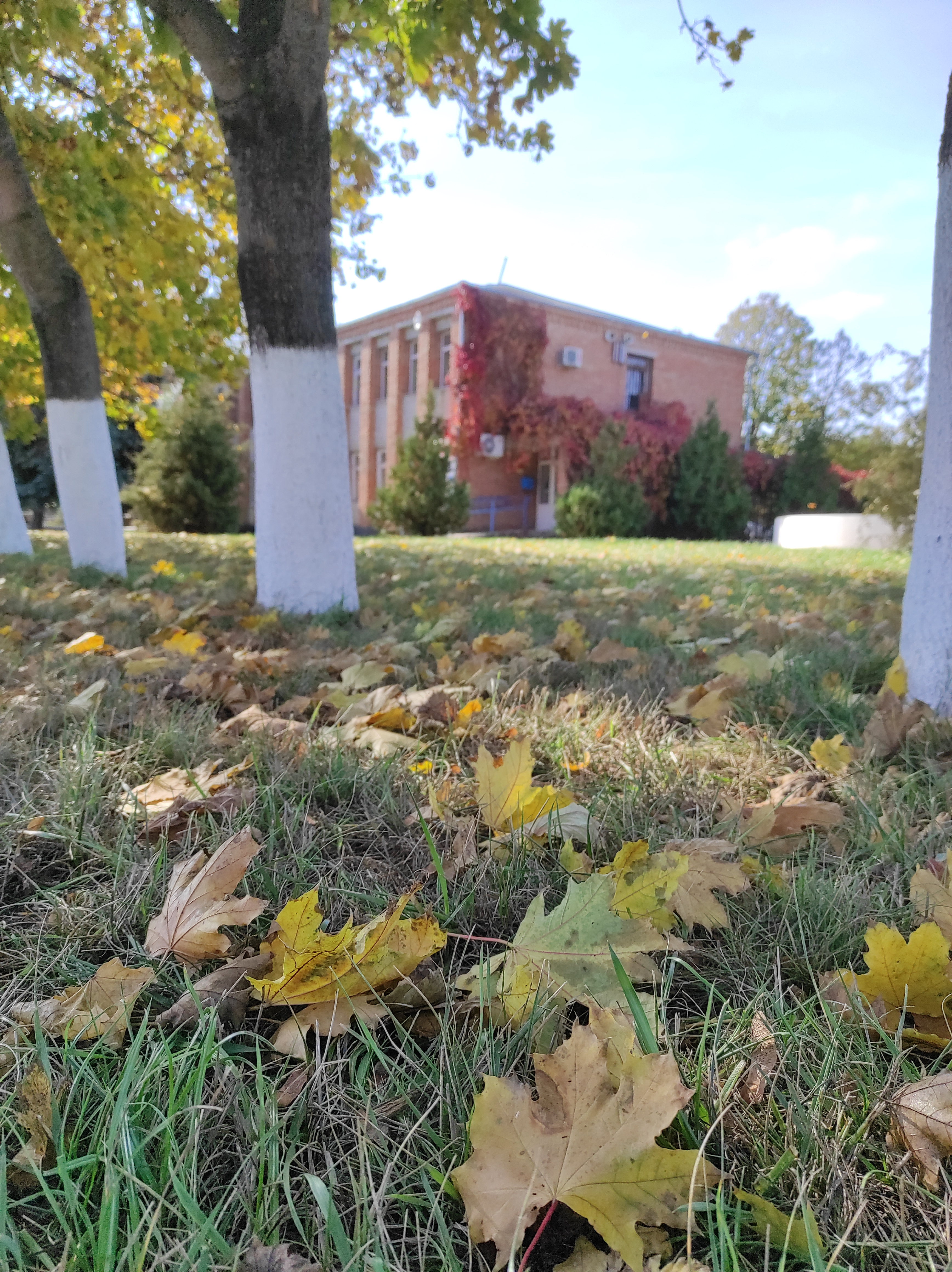
Здание Челбасской администрации рядом с парком

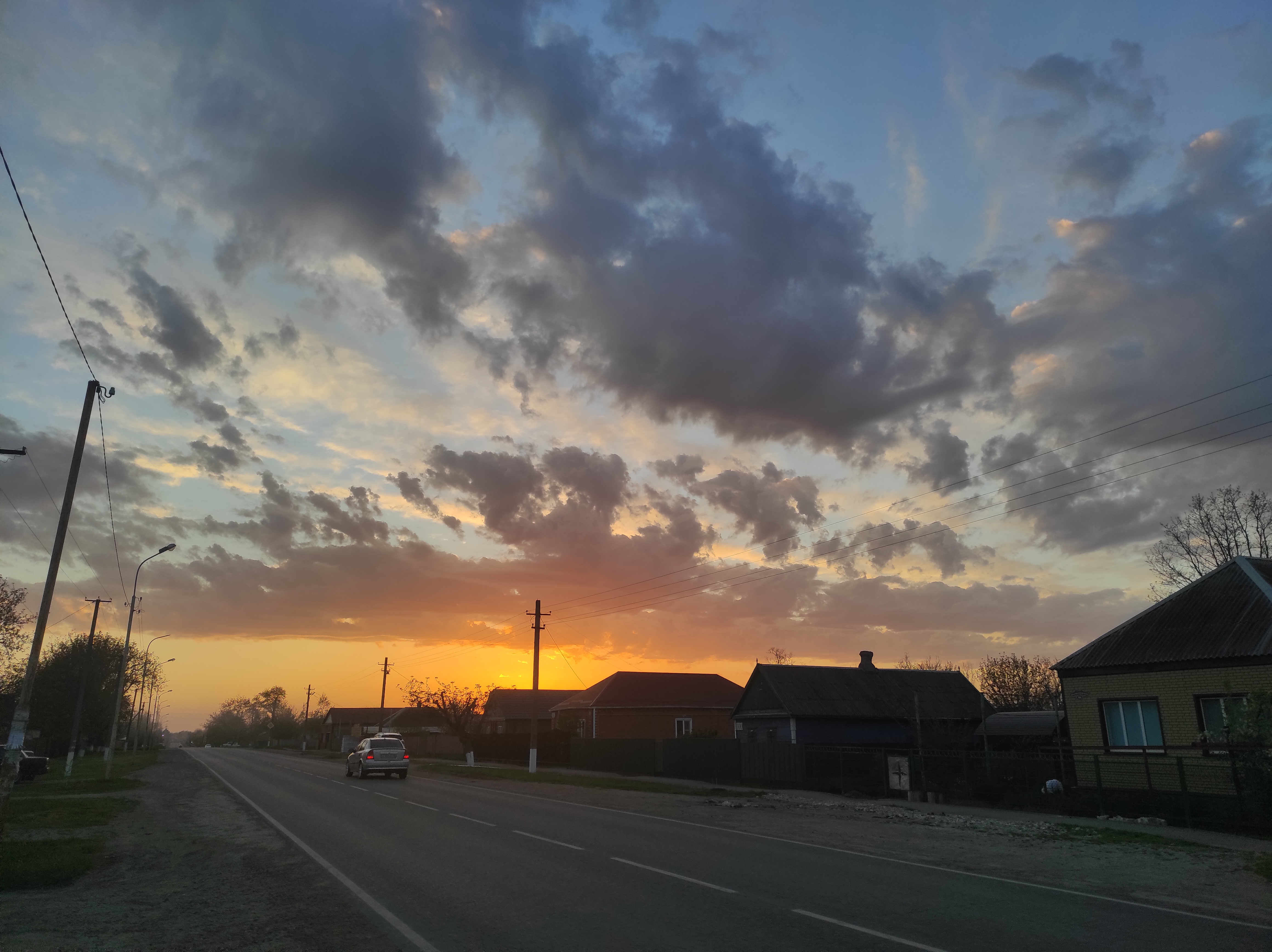
Улица Красноармейская в станице Челбасской

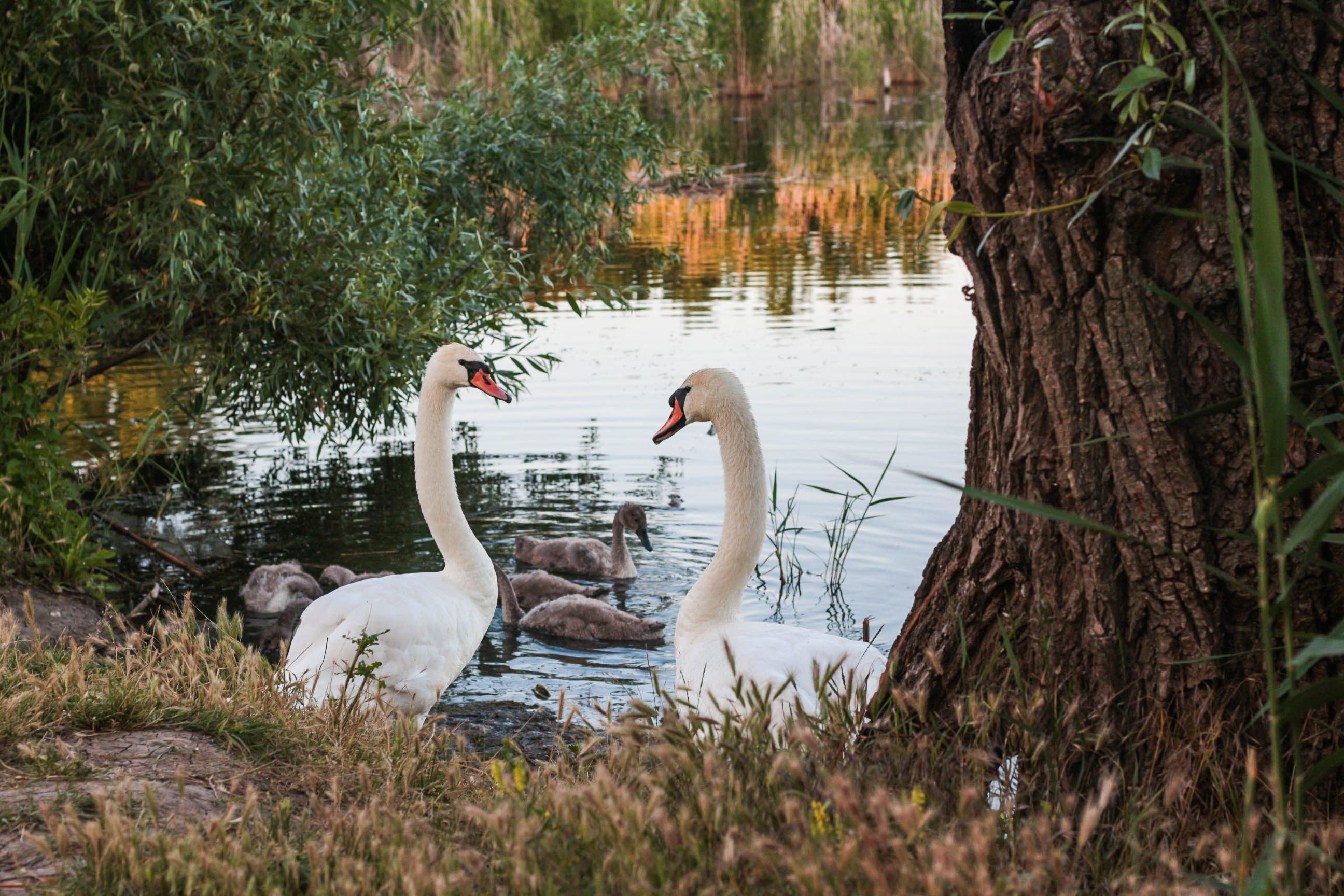
Лебеди в станице Челбасской, запруда дамбы на реке Толоковой.

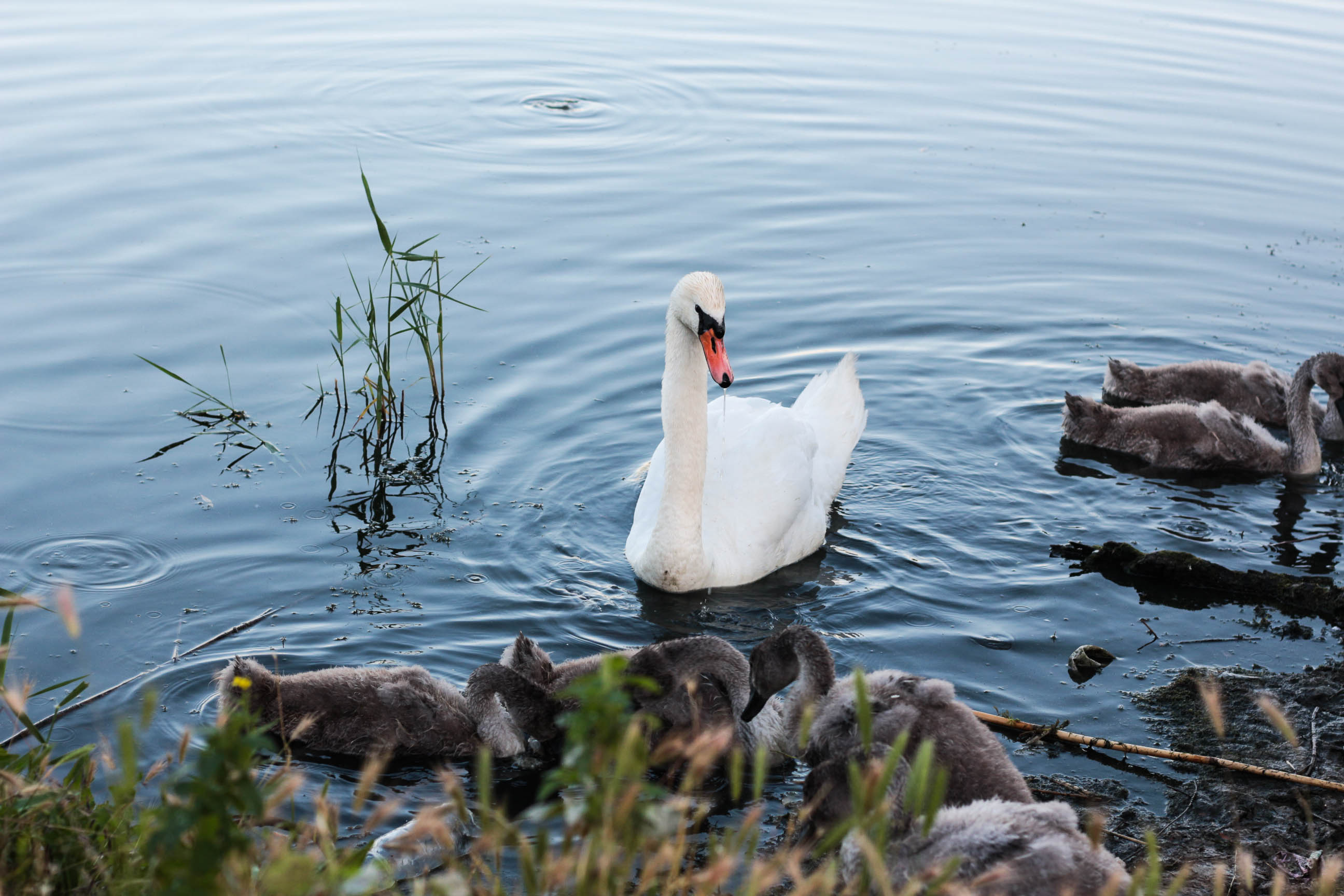
Лебедь с лебедятами в станице Челбасской

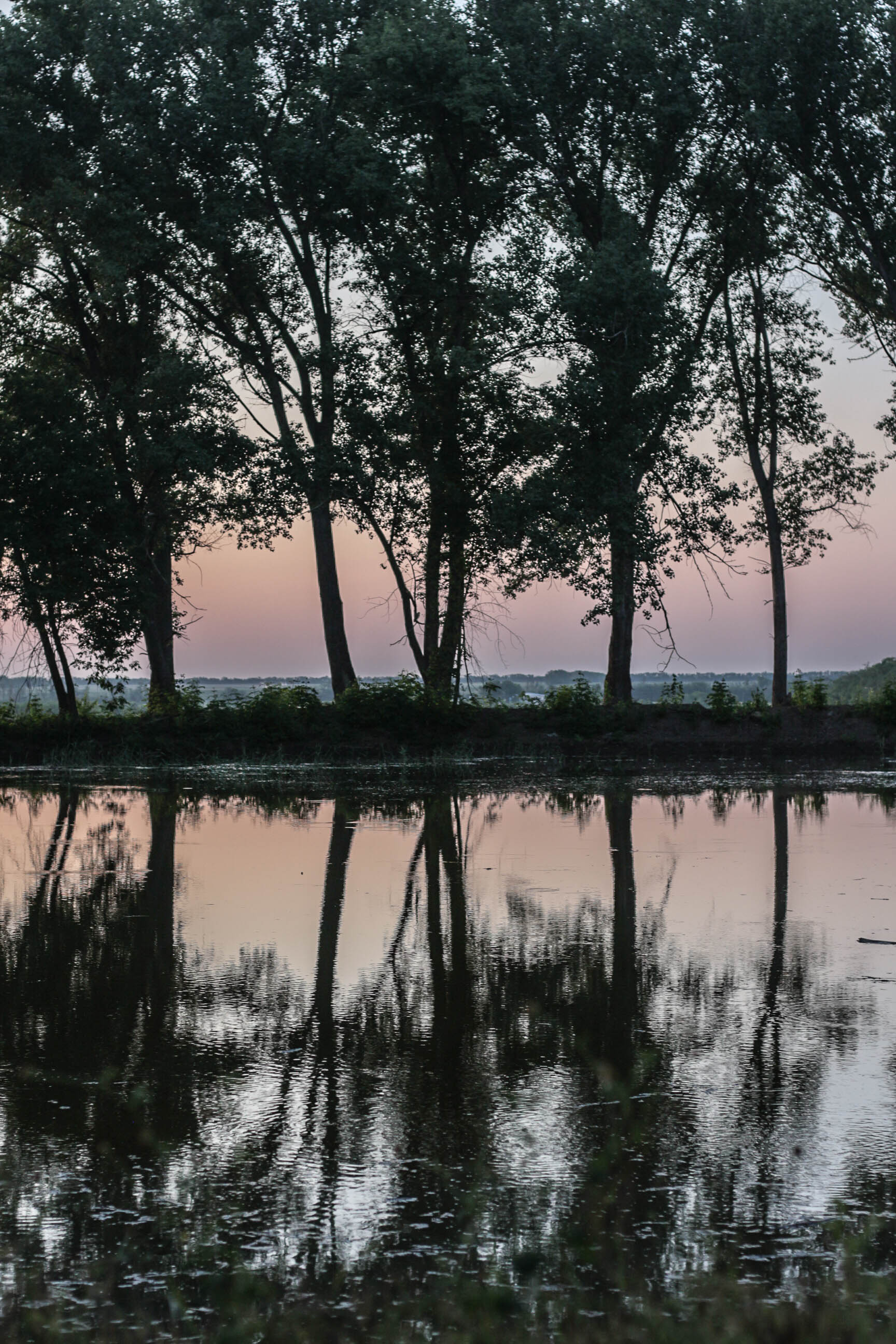
Оросительный пруд для полей, «Блюдечко», станица Челбасская

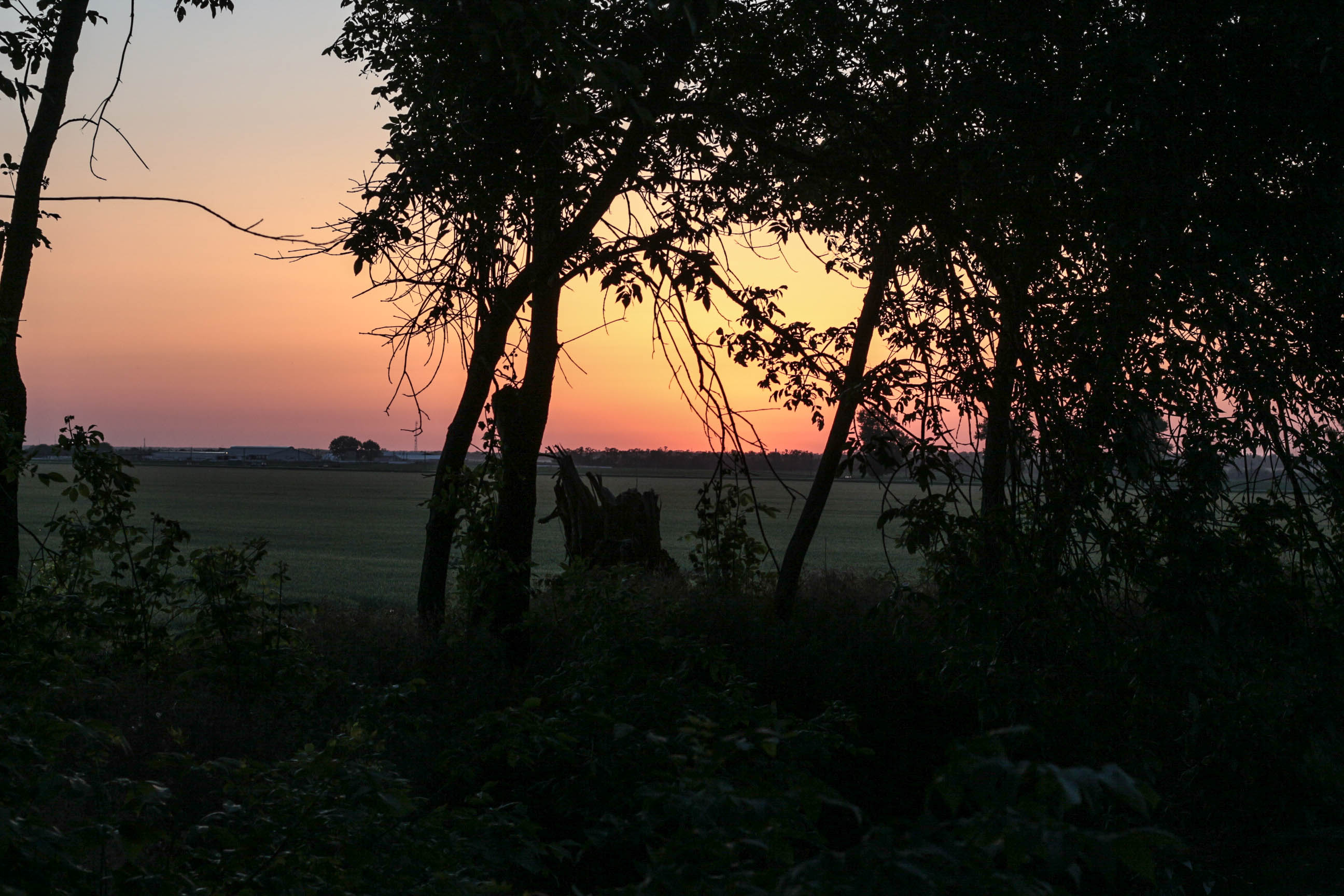
Вид на пшеничное поле на закате, ЗАО ПЗ «Воля» ст. Челбасская

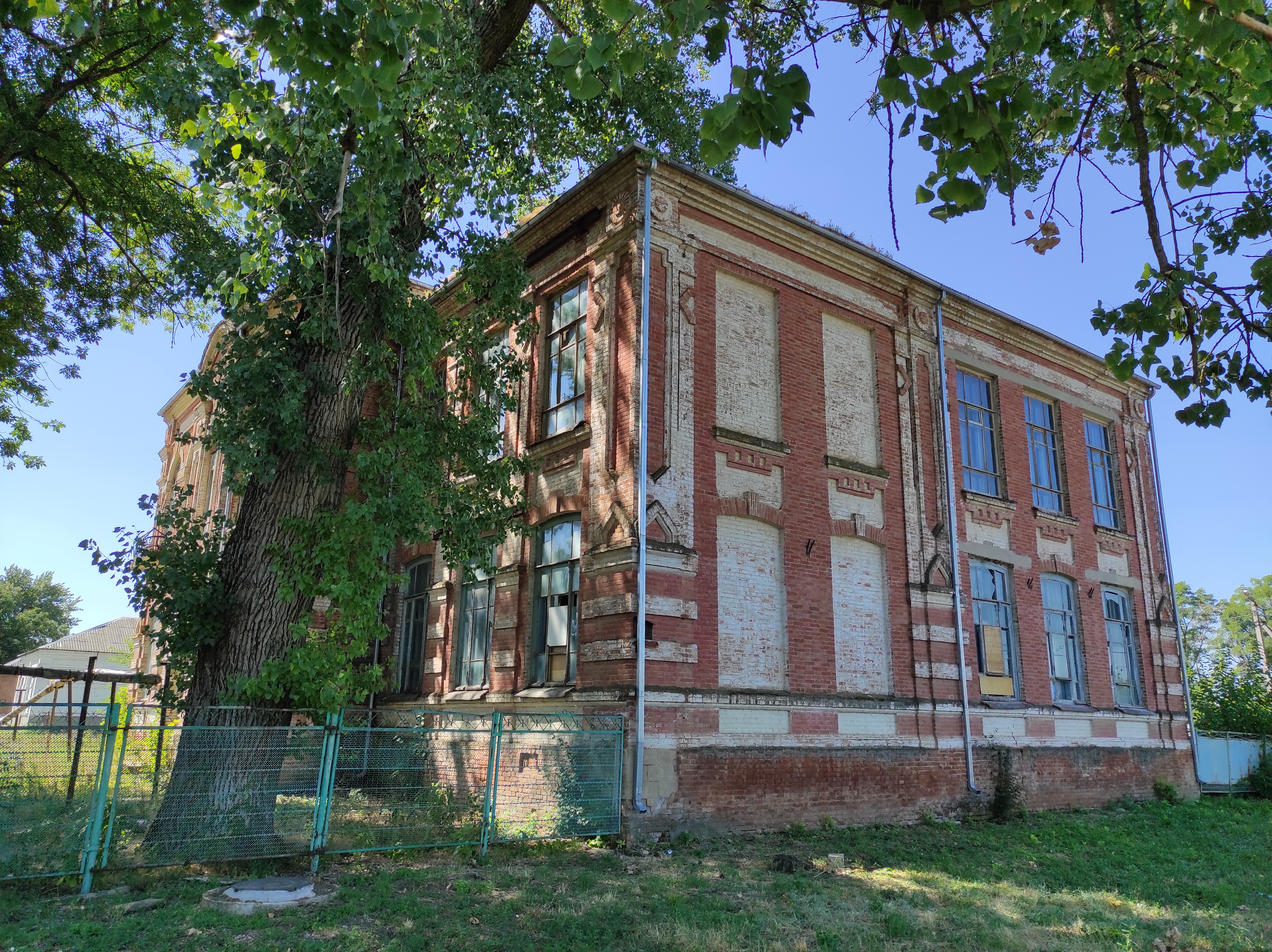
средняя школа 1913 года постройки, архитектурный памятник, ст. Челбасская. не работает ввиду аварийного состояния.

Челбасская — станица в Каневском районе Краснодарского края. Административный центр Челбасского сельского поселения.

## География
Станица расположена в степной зоне, на реке Средняя Челбаска, в 33 км к юго-востоку от районного центра — станицы Каневской.

## История
С конца 1860-х годов в область Кубанского войска начался значительный приток переселенцев из центральной России. Часть пришлых рабочих, направлявшихся на летние работы, оставалась и по окончании их, оседая в качестве сельских батраков. Некоторые обзавелись собственным хозяйством. Вслед за первыми потянулись многие другие, и постепенно на войсковых землях выросли целые слободы. Одну из таких слобод, расположенную на месте будущей станицы, назвали «Дурноселовка». В 2—3 км на восток от нынешней станицы Челбасской на месте старого колхозного сада долго были заметны поросшие прибрежной кугой холмики и впадины. Под ними, в бывших разрушенных землянках и хатах, находилось первопоселение, которое называлось Дурносёловкой. Легенду о первом названии станицы в районе помнят до сих пор. Посёлок находился на землях станицы Крыловской. По другой версии, первоначально такое название станица получила из-за хаотично раскиданных хозяйских дворов на большие расстояния друга от друга, то есть «селились дурно» — Дурносёловка.
Станица Челбасская утверждена в 1885 году. В дальнейшем население станицы росло за счёт переселения казаков из других станиц. В 1899 году в станице проживало уже 7571 человек, а в 1916 году — 11845.
В станице главным считался атаман, избиравшийся на сходе казаков. Помощник атамана и писарь содержались самим атаманом. Общественный порядок поддерживали сами казаки (тыждневые) во главе с урядниками. Казаки занимались в основном земледелием и скотоводством, а иногородние приспосабливались к сельским промыслам, становились столярами, плотниками, бондарями, кузнецами, некоторые занимались торговлей. В казачьих семьях широко использовался наёмный труд. Пшеница и скот были товарным продуктом и основным источником денежных доходов в большинстве хозяйств. До 1910 года скот продавали скупщикам, наживавшимся на его перепродаже. Казаки требовали открытия ярмарки в станице Челбасской и она была разрешена в апреле 1911 года. Ярмарка проводилась два раза в год по две недели, на ней продавались все виды продукции, которая производилась в хозяйствах казаков и иногородних, завозились товары и из других мест.
В 1899 году в станице Челбасской было двухклассное училище для детей казаков, частная одноклассная школа и 6 частных одноклассных училищ. На сегодняшний день школа всё еще существует, но находится в аварийном состоянии (см.фото). Так жила станица до революции 1917 года.
Знаменательным для станицы стал 1930 год. С этой датой связано создание в Челбасской колхоза «Сельмашстрой», первым председателем которого был избран Сергей Любченко.
В годы Великой Отечественной войны почти полторы тысячи челбасян сражались на фронтах, домой вернулась только половина фронтовиков.
Мирное послевоенное время станичники старались ознаменовать успехами в сельском хозяйстве, повышением социального уровня жизни, высокими трудовыми показателями в других производственных сферах. Заметно изменили Челбасскую после войны трудолюбивые руки местных жителей. В 1965 году районная газета сообщала, что в станице много новостроек. Только за 6 месяцев было построено 127 домов. Сельсовет, который возглавлял Николай Макаренко, занимался благоустройством.
Большую работу по благоустройству проводили колхозы имени Свердлова и имени Тельмана. Колхоз имени Свердлова на южной окраине станицы построил мельницу, на северной окраине вырос длинный корпус сепараторного отделения сырмаслозавода, где все было механизировано. Все тот же колхоз построил типовую баню. Была построена в эти годы подстанция, и станица подключена к высоковольтной линии. На средства колхозов построены две восьмилетние школы и филиал для средней школы № 26. К этому времени в станице было четыре магазина. К производственным корпусам подведен газ, основная часть домов жителей на сегодня газифицирована, но есть и исключения. Асфальтированы многие улицы.
После реорганизации колхозы стали называться акционерными обществами, и им были присвоены новые имена: колхоз имени Свердлова теперь называется «Воля», имени Тельмана — «Родина».

## Известные уроженцы
- Дашутин, Алексей Емельянович — заслуженный директор СОШ в ст. Челбасской, с 1965 по 1996 год. В его честь в 2012 году было названо СОШ № 26.
- Дуб, Григорий Моисеевич — Герой Советского Союза.

## Достопримечательности
- Челбасский лес (в 7 км к востоку от станицы). Располагается на 1450 га и является старейшим на Кубани памятником искусственного лесоразведения. Основал его более 100 лет назад на земле Кубанского казачьего войска лесничий, впоследствии профессор, Николай Степанов. А 1 августа 1910 года в Среднечелбасском лесничестве была открыта низшая лесная школа. Охраной и ведением лесного хозяйства сегодня занимается Челбасское лесничество.

В Челбасской находится средняя общеобразовательная школа 1913 года постройки, которая является объектом архитектурного наследия. К сожалению, на данный момент школа находится в аварийном состоянии и нуждается в ремонте.
В здании Челбасского дома культуры имеется музей станицы, где собраны разнообразные свидетельства ее истории и жизни, рядом с домом культуры находится памятник Ленину. В центре станицы так же расположен храм Пресвятой Богородицы.
В центральном парке станицы Челбасской имеется памятник неизвестному солдату и памятная доска с перечислением имен воинов, защищавших родную станицу. Там же установлена стела в честь Челбасских пограничников. Сам парк благоустроен для прогулок и культурного отдыха с семьями и детьми, имеется детская площадка, спортивная площадка, скейтпарк и беседки.

В 2018 году в станице поселились лебеди, теперь они постоянно живут на запруде на р. Толоковая в границах населенного пункта, ежегодно выводят птенцов, зимуют там же. Местные жители их подкармливают, запруда получила название «Лебединое озеро».

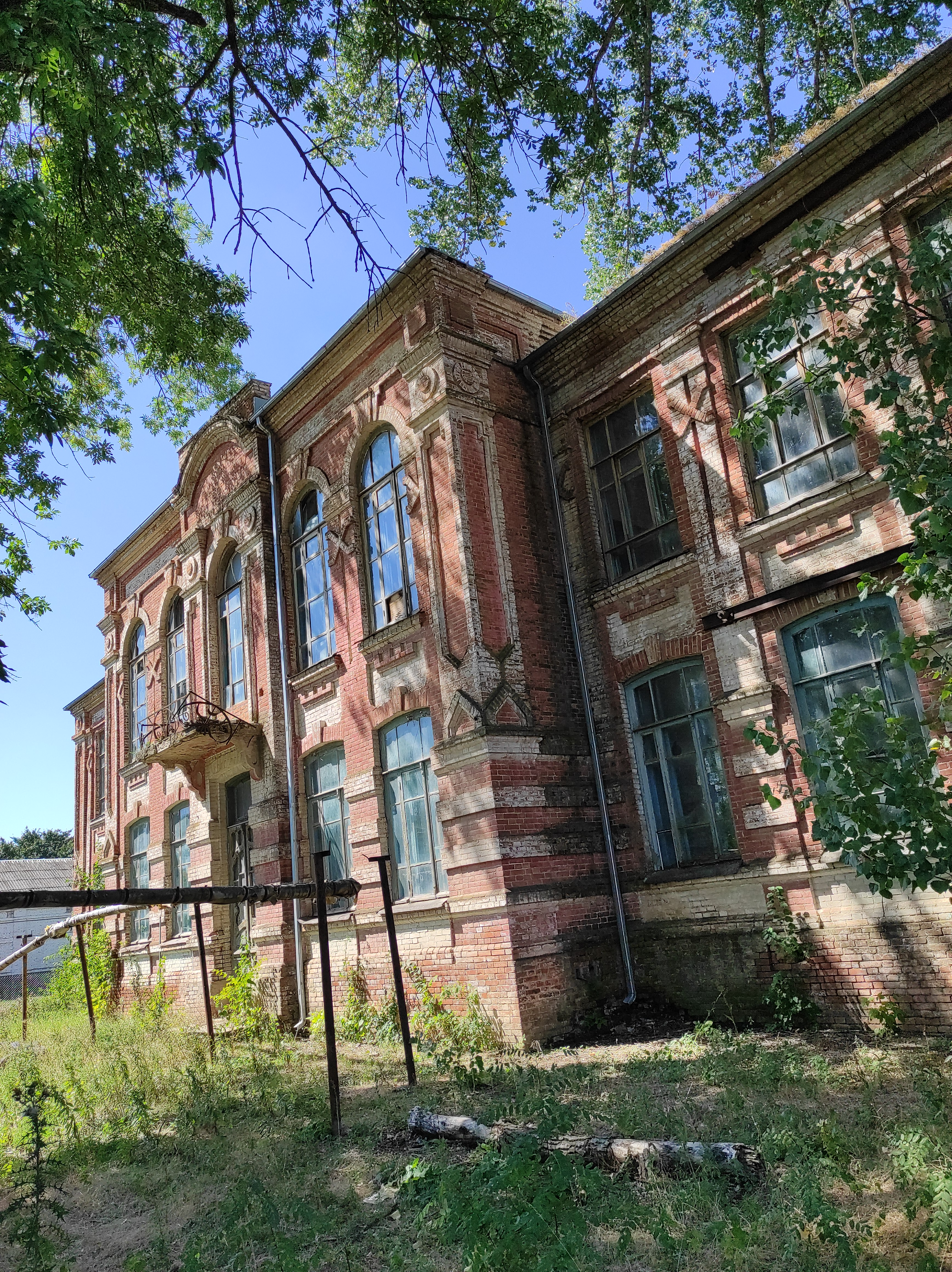

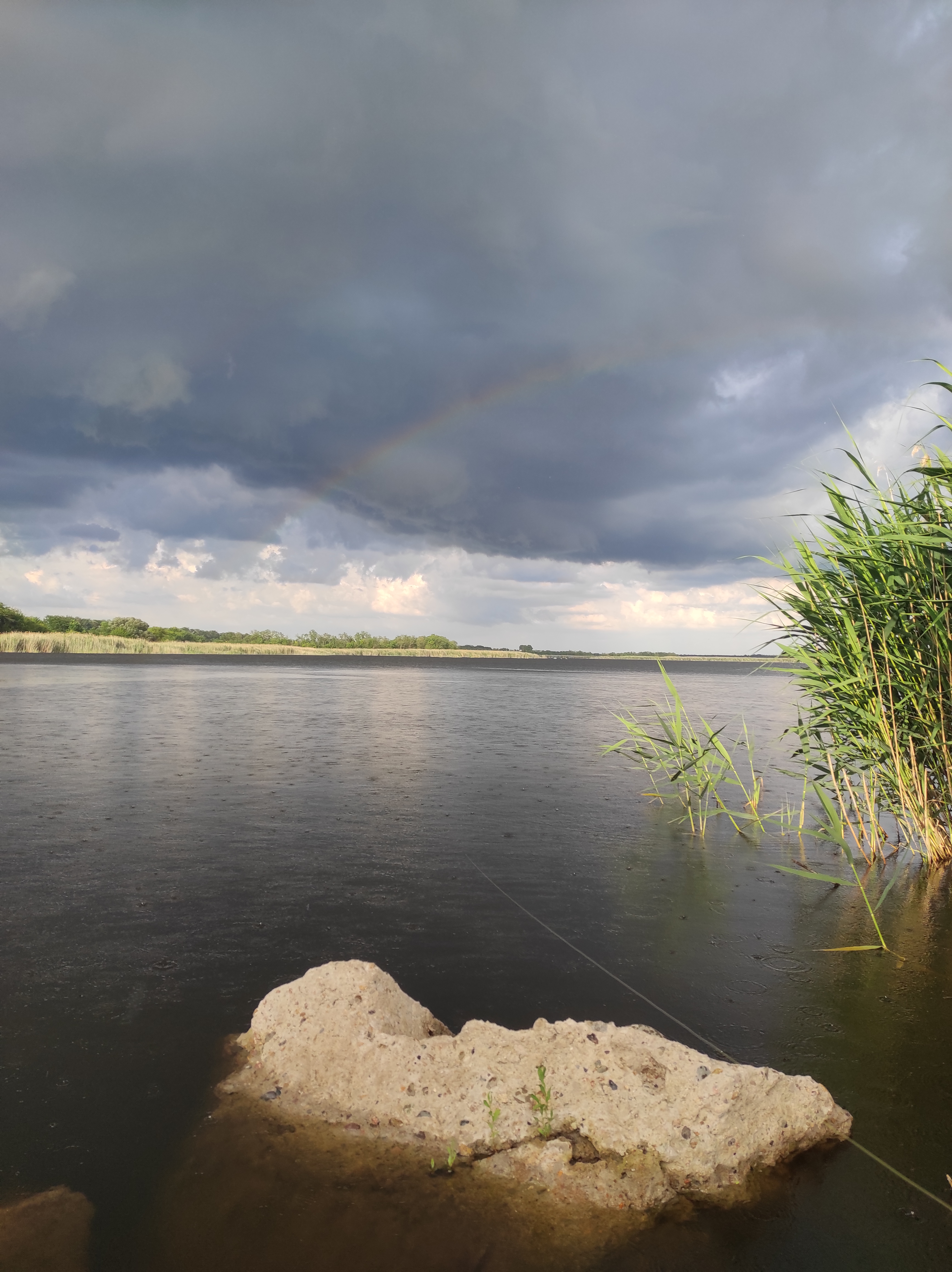

## Население
| 1939 | 1959  | 1979  | 2002  | 2010  | 2021  |
| ---- | ----- | ----- | ----- | ----- | ----- |
| 7747 | ↘6654 | ↗6693 | ↗6990 | ↘6930 | ↗7148 |

Основная масса населения работает на предприятиях ЗАО ПЗ «Родина» и ЗАО ПЗ «Воля», занимается сельским хозяйством. Так же в станице имеется детский сад, 2 средние общеобразовательные школы, дом культуры, музей, администрация, несколько разнопрофильных магазинов, в том числе сетевые Магнит, Магнит Косметик, Фикс прайс, а так же 3 аптеки и отделение Сбербанка.